# ينس اندكفيست
ينس اندكفيست (بالسويدية: Jens Lundqvist)‏ هو لاعب تنس الطاولة سويدي، ولد في 29 أغسطس 1979 في يفله في السويد.

## وصلات خارجية
- ينس اندكفيست على موقع منظمة تنس الطاولة العالمي (الإنجليزية)
- ينس اندكفيست على موقع اللجنة الأولمبية الدولية (الإنجليزية)
- ينس اندكفيست على موقع أوليمبيديا (الإنجليزية)
- ينس اندكفيست على موقع اللجنة الأولمبية السويدية (السويدية)